# CHIP (комп'ютер)
CHIP (стилізована назва C.H.I.P.) — одноплатний комп'ютер, створений стартап-компанією Next Thing Co, та розміщений на Kickstarter. Рекламується як "перший у світі ком'пютер за $9". Зараз перебуває в альфа-тесті, перші поставки очікуються в червні 2016.

## Використання
CHIP можна використовувати для різних цілей. Як і Raspberry Pi, CHIP можна використовувати як навчальний інструмент та платформу щоб навчитися програмувати. Його також можна застосовувати у невеликих проектах, таких як роботи чи схоже. CHIP також є знахідкою для тих, кому комп'ютер потрібний для базових потреб, наприклад для електронної пошти. CHIP також можна використати для емуляції ретро ігор. Цей мініатюрний комп'ютер також містить текстовий процесор та редактор таблиць. Інша аудиторія, яку може зацікавити CHIP, є комп'ютерні ентузіасти, яким сподобається комп'ютер за 9$ що менший за кредитну картку.

## Можливості
Вбудований WiFi B/G/N
Bluetooth 4.0
Повноцінний порт USB
Порт Композитне відео
Кабель композитного відео в комплекті
Може працювати від акамулятора
Додатковий VGA адаптер
Додатковий HDMI адаптер
Попередньо встановлена операційна система Linux (Debian)
Попередньо встановлений базовий програмний пакет